# Дивні залишки (фільм)
Дивні залишки (англ. Strange Residues) — короткометражний фільм австралійського кінорежисера Алекса Пройаса музичної спрямованості.

## Актори
- Колін Фреганза - землянин
- Кеті Фентон